# Megalomyrmex latreillei
Megalomyrmex latreillei är en myrart som beskrevs av Carlo Emery 1890. Megalomyrmex latreillei ingår i släktet Megalomyrmex och familjen myror. Inga underarter finns listade i Catalogue of Life.